# Кучерів яр (урочище)

Кучерів Яр  — заповідне урочище місцевого значення на Україні.
Розташоване в Добропільському районі Донецької області біля села Кучерів Яр. Площа — 12 га.
Статус заповідного урочищу надано рішенням обласної ради від 25 березня 1995 року.
Склад флори урочища Кучерів Яр нараховує більш ніж 200 видів, п'ять з яких занесені у Червону Книгу України: Півонія вузьколиста, Брандушка різнобарвна, Сон лучний та інші.